# Diego Martiñones
Diego Martiñones, vollständiger Name Diego Andrés Martiñones Rus, (* 25. Januar 1985 in Montevideo) ist ein uruguayischer ehemaliger Fußballspieler.

## Karriere

### Verein
Der 1,75 Meter große Offensivakteur Martiñones stand zu Beginn seiner Karriere von der Apertura 2005 bis einschließlich der Clausura 2008 in Reihen des uruguayischen Erstligisten Danubio FC. Mindestens in der Apertura 2006 kam er dort viermal in der Primera División zum Einsatz und erzielte ein Tor. 2006/07 gewann er mit dem Team die uruguayische Meisterschaft. Es folgte in der Apertura 2008 eine Station beim Ligakonkurrenten Tacuarembó FC. Drei Erstligatore stehen bei den Norduruguayern in der Spielzeit 2008/09 für ihn zu Buche. Im Jahr 2009 absolvierte er zwölf Partien in der chilenischen Primera División für CD Cobresal und schoss drei Tore. Sodann kehrte er nach Uruguay zurück und bestritt in der Saison 2010/11 15 Erstligabegegnungen für Central Español, bei denen er siebenmal ins gegnerische Tor traf. Im Januar 2011 schloss er sich der Mannschaft des bolivianischen Club Blooming an. Dort wurde er 14-mal in der LFPB eingesetzt und erzielte zwei Treffer. Ab Januar 2012 folgte ein zweites Engagement beim Danubio FC. In der Clausura 2012 stand er 14-mal in der Liga auf dem Platz und traf zehnmal. Die Spielzeit 2012/13 verbrachte er in Mexiko bei Estudiantes Tecos. Acht Tore bei 26 Einsätzen in der Liga de Ascenso und neun Spiele mit drei Treffern in der Copa México weist die Statistik bei den Mexikanern für Martiñones aus. Im August 2013 schloss er sich dem argentinischen Verein CA San Martín de San Juan an und lief zehnmal (kein Tor) in der Primera B Nacional auf. Ein weiteres Mal kehrte er Anfang Januar 2014 zu Danubio zurück. Mit 15 absolvierten Partien in der Primera División und drei Toren trug er zum Gewinn seiner zweiten uruguayischen Meisterschaft und der vierten Landesmeisterschaft für den Klub insgesamt bei. Seit August 2014 spielt er für den Club Atlético Talleres. In der Saison 2014/15 wurde er achtmal (ein Tor) im Torneo Argentino A und einmal (kein Tor) in der Copa Argentina eingesetzt. Anfang Februar 2015 kehrte er nach Uruguay zurück und schloss sich dem Erstligisten Racing an. In der Clausura 2015 lief er 13-mal (zwei Tore) in der Primera División auf. Im Juli 2015 wechselte er zum Erstligaaufsteiger Villa Teresa. In der Apertura 2015 absolvierte er 14 Erstligapartien (zwei Tore). Im Januar 2016 schloss er sich dem Ligakonkurrenten Liverpool Montevideo an. Dort wurde er bis Saisonende in drei Begegnungen (kein Tor) der Primera División eingesetzt. Ende Juli 2016 folgte ein Wechsel zum Zweitligisten Club Atlético Torque. In der Saison 2016 bestritt er dort zehn Zweitligaspiele und schoss drei Tore.

### Nationalmannschaft
Martiñones war mindestens im Juni 2007 Mitglied der von Roland Marcenaro betreuten U-23-Auswahl Uruguays.

### Erfolge
- Uruguayischer Meister: 2006/07, 2013/14